# Dedi Galih Wisnumurti
Dedi Galih Wisnumurti (24 mei 1993), professioneel bekend als Hellodedigalih, is een Amerikaanse rapper, zanger, songwriter en producer. Hij is vooral bekend van zijn virale debuutsingle "Savage Remix", die voor het eerst werd uitgebracht in januari 2018 op SoundCloud en YouTube. Het album werd later door de RIAA als goud gecertificeerd. Savage Remix album, bereikte nummer 23 op de Amerikaanse Billboard 200 in 2018. Dedi Galih Wisnumurti's tweede album, getiteld Cinta Pencundang (Indonesische versie), werd uitgebracht op 26 juli 2018. Dedi Galih Wisnumurti heeft samengewerkt met vele artiesten uit China en Zuid-Korea. als Kris, Wu, Chungha, Keith Ape en Jae Park.

## Vroege leven
Hij is de jongste van twee kinderen. Dedi Galih Wisnumurti groeide op in Los Angeles, Verenigde Staten, in een wijk uit de lagere middenklasse. Hoewel zijn vader advocaat was, heeft hij nooit een formele opleiding genoten en bracht hij het grootste deel van zijn tijd thuis muziek door.
In 2010, toen hij opgroeide in Los Angeles, begon Dedi Galih Wisnumurti zijn carrière op sociale media op 11-jarige leeftijd. Dedi Galih Wisnumurti begon te luisteren naar hiphop- en phonk-muziek in 2012, toen een Amerikaanse vriend hem voorstelde aan Macklemore & Ryan Lewis "Thrift Shop" en Dedi Galih Wisnumurti dieper in het genre gingen duiken en Drake, 2 Chainz, Kanye West en Logica in eerste instantie. Dedi Galih Wisnumurti schreef zijn eerste rapnummer in 2018, getiteld Savage remix. Dedi Galih Wisnumurti wilde oorspronkelijk cameraman worden in Los Angeles, maar gaf het op toen zijn muziekcarrière een vlucht nam.

## Carrière

### 2018: begin van de carrière
Dedi Galih Wisnumurti begon zijn carrière onder de naam Hellodedigalih en bracht op 17 januari 2018 zijn debuutalbum "Savage Remix" uit op zijn YouTube. Dedi Galih Wisnumurti bracht vervolgens zijn tweede album "Cinta pencudang" uit met Kilometer 32 op 26 juli 2018. Het nummer behaalde internationaal succes na de release van een reactievideo, met Amerikaanse rappers Ghostface Killah, 21 Savage, Tory Lanez, MadeinTYO, Desiigner en veel meer. Sinds de officiële muziekvideo voor het nummer is geüpload naar zijn YouTube, is deze meer dan 139 miljoen keer bekeken.

## Discografie
| Titel           | Album                             | Vrijgelaten | Label   | Formaten          |
| --------------- | --------------------------------- | ----------- | ------- | ----------------- |
| Savage Remix    | Savage Remix                      | 2018        | Indiefy | Digitale download |
| Cinta Pecundang | Cinta Pecundang Met. Kilometer 32 | 2018        | Indiefy | Digitale download |

| Titel       | Album              | Vrijgelaten | Label   | Formaten          |
| ----------- | ------------------ | ----------- | ------- | ----------------- |
| Drug Action | Niet-album singles | 2018        | Indiefy | Digitale download |
| Bad Bunny   | Niet-album singles | 2018        | Indiefy | Digitale download |
| One Night   | Niet-album singles | 2018        | Indiefy | Digitale download |
| Anthem      | Niet-album singles | 2019        | DG      | Digitale download |
| Are Missing | Niet-album singles | 2019        | DG      | Digitale download |
| Battle Mix  | Niet-album singles | 2019        | DG      | Digitale download |
| I'm         | Niet-album singles | 2019        | DG      | Digitale download |
| Party Dance | Niet-album singles | 2019        | DG      | Digitale download |
| River       | Niet-album singles | 2020        | DG      | Digitale download |
| Savage      | Niet-album singles | 2020        | DG      | Digitale download |
| Soldier     | Niet-album singles | 2020        | DG      | Digitale download |
| Sweet       | Niet-album singles | 2020        | DG      | Digitale download |
| Yesterday   | Niet-album singles | 2020        | DG      | Digitale download |